# Teide 1
Teide 1 è una nana bruna, posta a circa 400 AL nell'ammasso delle Pleiadi; fu la prima stella in assoluto ad essere ufficialmente classificata nel 1995 come nana bruna sebbene non fosse in realtà la prima scoperta: prima di essa, infatti, fu LP 944-020 ad essere individuata già nel 1975, pur non essendone stata riconosciuta l'esatta natura.
La sua massa, 55 MJ ovvero 0,052 M☉, pone Teide 1 sopra il limite convenzionalmente adottato per la massa dei pianeti (13 MJ), ma sotto quello per la massa di una nana rossa (0,08M☉). Il suo raggio è il doppio di quello di Giove ossia un quinto di quello del Sole. Ha una temperatura superficiale di 2.200 K, ovvero meno di metà di quella del Sole. Ha una luminosità pari ad un millesimo di quella del Sole. L'età di Teide 1 è stimata essere 120 milioni di anni, contro i 4,5 miliardi stimati per il Sole.
Temperatura e densità centrali non sono sufficienti a sostenere la fusione del litio e dunque neppure la fusione dell'idrogeno, che è invece tipica delle stelle.
Si ritiene che in un miliardo di anni la sua temperatura scenderà ad appena 1.700 K. Questo fattore, come la scarsa energia irradiata ora, rende estremamente improbabile che si possa sviluppare qualche forma di vita su un eventuale pianeta che orbitasse attorno a Teide 1.

## Pianeta
Teide 1 è talvolta indicata come pianeta nonostante la massa di 54.0 MJ e la temperatura di 2584.0 K.